# Любить, чтить и слушаться: Последнее супружество мафии
«Любить, чтить и слушаться: Последнее супружество мафии» — кинофильм. Фильм основан на реальных событиях - экранизация документальной книги Розали Бонанно «Супружество мафии».

## Сюжет
История жизни Розали Бонанно (в девичестве Профачи), племянницы Джо Профачи (Семья Коломбо), босса одной из пяти нью-йоркских семей мафии (пять семей).  Розали стала женой Сальваторе "Билла" Бонанно, сына друга и союзника её дяди, другого влиятельного нью-йоркского босса мафии Джозефа "Бананового Джо" Бонанно (Семья Бонанно).